# Too Many Walls
"Too Many Walls" 是一首英國創作歌手凱西丹妮絲所發表的流行抒情歌曲。
於1991年九月以單曲形式從她的專輯Move to This中獨立發行, "Too Many Walls"成為丹妮絲第四首進入美國告示牌前十名的歌曲, 最高到第8名。 其他進入前十名的單曲分別為: 1990年第十名的"C'mon and Get My Love" (為'D Mob正式帶領凱西丹妮絲出道的單曲'); 同為1990年, 第九名的"Just Another Dream"; 和1991年初進入第二名的"Touch Me"。 "Too Many Walls" 也攻占美國成人抒情榜首位達兩週。 在英國, 十月首發時進入英國流行榜第十七名。 在澳洲則進入澳洲流行榜第五十七名。
"Too Many Walls" 是由丹妮絲與安妮·杜德利(前衛合成流行樂團, The Art of Noise, 成員)所共同創作。 這首歌原先由杜德利所譜曲但尚未填詞, 直到丹妮絲改編曲子並為其填詞後才收錄於她的出道專輯裡。 這首歌在以單曲形式發行前有先混音成更適合於電台放送的版本。
在一次滾石雜誌的專訪中, 丹妮絲宣稱她認為這首抒情歌是 "專輯裡最棒的一首歌, 尤其是歌詞的部分。 其他歌是有趣, 但是太空洞。(原文:the best song on the album, especially in terms of lyrics. The other songs are fun, but they can be quite vacant.)"。 她提到這首歌是描寫 "當你想和某人在一起, 但是他人的意見和偏見卻來礙事。(原文:about when you want to be together with someone, but other people's opinions and prejudices get in the way.)"
"Too Many Walls" 是丹妮絲最後一首以歌手身份進入美國流行榜前十名的單曲; 然而, 她後來寫了許多膾炙人口的勁曲, 特別是凱莉·米洛全球熱賣的 "Can't Get You Out of My Head"。
本曲的音樂影片是在新開幕的史坦斯特機場拍攝, 由Rocky Morton和Annabel Jankel所執導。
艾希莉·提斯代爾在為除臭劑廠商Degree宣傳時翻唱了本曲。

## 曲目列表
英國 CD 單曲
1. Too Many Walls
2. Too Many Walls (l'autre mix)
3. Too Many Walls (a cappella)

美國錄音帶單曲
1. Too Many Walls (radio mix)
2. Too Many Walls (a cappella)

## 排行榜
| End of year chart (1991) | Position |
| ------------------------ | -------- |
| 美國 告示牌 熱門 100     | 74       |

## 外部連結
| 前任： "Everybody Plays the Fool" by Aaron Neville | Billboard Adult Contemporary number-one single October 19 - October 26, 1991 | 繼任： "When a Man Loves a Woman" by Michael Bolton |

Template:Cathy Dennis